# Philosztorgiosz
Philosztorgiosz (4. század – 5. század) ókeresztény író.
Egyháztörténész volt, ariánus szemléletben írta meg 12 könyvben a keresztény egyház történetét 300-tól 425-ig. A mű elveszett, csupán a Phótiosz által készített rövid kivonata maradt fenn.